# Olive-jinja
L'Olive-jinja (峰俐富神社／オリーブ神社, Orību jinja) est un sanctuaire shinto de style grec sur l'île de Shōdoshima dans la mer intérieure de Seto, préfecture de Kagawa au Japon. Construit en 1973 et se tenant au milieu d'un bosquet d'olives - une industrie florissante sur l'île - le sanctuaire prend la forme d'une réplique d'un temple grec, avec stylobate, colonnes doriques, entablements avec triglyphes, et des reliefs en bronze de frontons. Un festival sur divers thèmes y est organisé tous les ans,,.
Le sanctuaire se trouve au sein du parc national de Setonaikai.